# Angelstads församling
Angelstads församling är en församling i Ljungby pastorat i Allbo-Sunnerbo kontrakt i Växjö stift i Svenska kyrkan. Församlingen ligger i Ljungby kommun i Kronobergs län.

## Administrativ historik
Församlingen har medeltida ursprung. Församlingen var till den 1 maj 1919 moderförsamling i pastoratet Ljungby, Angelstad och Kånna, därefter annexförsamling i samma pastorat. Från 1962 var den annexförsamling i pastoratet Annerstad, Nöttja, Torpa och Angelstad, från 1992 annexförsamling i pastoratet Ljungby och Angelstad, därefter från 2010 annexförsamling i Ljungby pastorat.

## Kyrkor
- Angelstads kyrka